# Oyster Telecom
ООО «Объединенные Сети» торговая марка Oyster Telecom («Ойстер Телеком») — универсальный оператор связи. Компания основана в 2000 году и предоставляет свои услуги на рынке Санкт-Петербурга с 2002 года.
Oyster Telecom владеет волоконно-оптической сетью протяженностью более 900 км, эксплуатирует собственный дата-центр. Центр оснащен источниками бесперебойного питания распределенной нагрузки PowerWare. Дополнительная стабильность электропитания обеспечивается дизельным генератором Caterpillar. Необходимая температура в дата-центре поддерживается прецизионной системой кондиционирования. Осуществляется круглосуточная поддержка и охрана дата-центра.
Компания имеет лицензии связи на работу в Москве и Петербурге и Екатеринбурге.

## История
- 2000 год — основание компании;
- 2001 год — на основе агентского договора были подключены первые клиенты;
- 2002 год — получены ряд лицензии на работу в области связи;
- 2002 год — началось подключение клиентов;
- 2003 год — проложен первый километр волоконно-оптического кабеля;
- 2006 год — оборот компании увеличился на 300 процентов;
- 2007 год — за год проложено около 100 км волоконно-оптического кабеля;
- 2008 год — технический отдел переехал в отдельный офис на Большой Морской, 19;
- 2008 год — строительный отдел переехал в новый офис по адресу: Большая Зеленина, 24;
- 2008 год — потребляемая ёмкость международных каналов составляет более 2500 мегабит;
- 2008 год — сеть компании состоит из 12 узлов, общая протяженностью более 300 км;
- 2008 год — после ряда организационных преобразований произведён ребрендинг, изменивший название — с «Объединённые сети» на Oyster Telecom, — логотип и визуальную концепцию компании;
- 2009 год — запущен новый сайт, отражающий произошедшие вследствие ребрендинга изменения;
- 2010 год — запущен новый проект — конструктор связи Fusion Office.

## Деятельность

### Предоставляемые услуги
- Объединение территориально разобщённых офисов клиента по технологии VPN. Подключение единой виртуальной локальной сети обеспечивает изолированность и целостность передаваемой по ней информации и предусматривает при этом оплату только за аренду виртуального канала, без учёта трафика.
- Предоставление виртуального выделенного канала, организующего сеть по технологии «точка-точка». Клиент получает собственный канал, который обеспечивает изолированность и целостность передаваемой по нему информации и возможность регламентировать доступ работников к необходимым ресурсам в зависимости от их функций и обязанностей.
- Создание публичной Wi-Fi зоны. Радиодоступ по технологии Wi-Fi идеально подходит для оснащения офисов Интернетом, если компания не хочет или не может создавать локальную кабельную сеть.
- Подключение к интернету без ограничения по объёму принятого или отправленного трафика.
- Подключение к интернету с оплатой по трафику.
- Аренда волокон в оптическом кабеле. Сдаваемые в аренду волокна — это готовая к эксплуатации оптическая инфраструктура, не оснащенная дополнительным оборудованием для передачи данных.
- Подключение мини-АТС клиента по технологии ISDN. В рамках этой услуги клиенту предоставляется номерная ёмкость, один или несколько потоков E1 для подключения к АТС.
- Создание колл-центра. С помощью современного колл-центра можно не только принимать звонки, но и работать с видеоизображениями, электронной почтой и web-страницами.
- VoIP: передача голосовых данных поверх IP-сети.
- Хостинг. Чтобы обеспечить функциональный и гибкий хостинг, мы используем мощную панель управления Plesk, которая за годы работы доказала своё превосходство и стала мировым лидером на рынке панелей управления.
- Collocation — размещение сервера в дата-центре компании, подключение его к Интернет-магистрали.
- Виртуальный сервер в аренду. Виртуальный выделенный сервер (Virtual Dedicated Server) по своим возможностям является полноценным аналогом обычного выделенного сервера, но его работа основана на принципе разделения ресурсов сервера, что позволяет снизить необходимые затраты до 2х раз по сравнением с арендой физического сервера. При этом владелец VDS обладает полными административными правами на управление сервером и возможностью установить и настроить на своем сервере любое программное обеспечение для своих нужд.
- Услуга UCS Line, предоставляемая совместно с «Компанией Объединенных Кредитных Карточек» (UCS), позволяет клиентам Oyster Telecom бесперебойно принимать оплату банковскими картами 24 часа в сутки через установленное компанией UCS-оборудование для обслуживания банковских карт.

### Опорная сеть
Oyster Telecom располагает собственной опорной волоконно-оптической сетью, построенной по технологии с протоколом TCP/IP поверх Ethernet и охватывающей все районы Санкт-Петербурга, сейчас её протяженность составляет более 300 км. Самая южная точка сети находится в Пулково, самая северная — на проспекте Просвещения. Волоконно-оптический кабель проложен в 60 % подводных переходов и в 70 % створах мостов города.
Для оптимизации связности оборудование Oyster Telecom размещено на всех нейтральных узлах Санкт-Петербурга по адресам улица Боровая, 57 (ВЦ РЖД), Большая Морская улица, 18 (СПбГУТД), Цветочная улица, 21 и Саблинская улица, 14 (ЛИТМО).
Скорость работы опорной сети в центре города составляет 10 Гбит/с, в других районах — 1—2 Гбит/с, с готовностью к переходу к работе на скорости 10 Гбит/с и более.
Опорная сеть построена с применением оборудования ведущих компаний Cisco Systems, Juniper Networks, Extreme Networks, официальными партнёрами которых является Oyster Telecom, что гарантирует правильную эксплуатацию, а в случае необходимости своевременный ремонт и замену оборудования.